# Reprezentacja Polski U-16 w piłce nożnej mężczyzn
Reprezentacja Polski U-16 w piłce nożnej – zespół piłkarski do lat 16, reprezentujący Rzeczpospolitą Polską w meczach i sportowych imprezach międzynarodowych, jest jednym z dziesięciu młodzieżowych piłkarskich zespołów narodowych w kraju, powoływanym przez selekcjonera, w którym występować mogą wyłącznie zawodnicy posiadający obywatelstwo polskie i którzy w momencie przeprowadzania imprezy docelowej (finałów Mistrzostw Europy) rocznikowo nie przekroczyli 16 roku życia. Za jej funkcjonowanie odpowiedzialny jest Polski Związek Piłki Nożnej. 
29 stycznia 2022 trenerem reprezentacji został Marcin Włodarski, od 2023 trenerem jest Dariusz Gęsior.

## Sukcesy
- Mistrzostwa Europy NRD 1990 – 3. miejsce[3]
- Mistrzostwa Europy Turcja 1993 – 1. miejsce
- Mistrzostwa Europy Czechy 1999 – 2. miejsce